# Мандель, Жорж
Жорж Манде́ль (фр. Georges Mandel, при рождении именовался Луи Жорж Ротшильд, Louis Georges Rothschild; 5 июня 1885, Шату, департамент Сена и Уаза — 7 июля 1944, лес Фонтенбло, близ Парижа) — французский политический и государственный деятель.

## Соратник Жоржа Клемансо
Выходец из еврейской семьи, покинувшей Эльзас после его присоединения в 1871 году к Германии. Однофамилец представителей известной банкирской семьи. Работал в газете L’Aurore, которая была органом известного французского политика Жоржа Клемансо — он стал политическим наставником молодого журналиста. В период пребывания Клемансо на посту министра внутренних дел был его сотрудником. В 1917 году Клемансо стал премьер-министром и назначил Манделя своим помощником. Сыграл значительную роль в мобилизации всех политических и информационных ресурсов страны для победы в Первой мировой войне. Занимался контролем над ситуацией в политическом классе, в профсоюзах и прессе, за свою жесткость получил прозвище «полицмейстер Клемансо». По воспоминаниям А. А. Игнатьева, Мандель «проникал к нему (Клемансо) в любые часы дня и ночи, без малейшего стеснения», добиться приёма у него «было так же трудно, как и у его шефа», а его личность была преисполнена «самой корректной и доведенной до тонкости наглости».

## Парламентарий и министр
В 1919—1924 и 1928—1940 годах — член палаты депутатов, в которой представлял департамент Жиронда.
В 1934—1936 годах — министр почт. В 1936 году — министр почт и верховный комиссар в Эльзасе и Лотарингии. В 1938—1940 годах — министр колоний.
Придерживался консервативных взглядов в политической и экономической сферах, при этом был последовательным антифашистом, в отличие от многих французских правых политиков, считавших, что коммунизм представляет большую опасность, чем фашизм. Отстаивал необходимость заключения военного союза с СССР и установления контроля за развитием германской экспансии. Был противником примиренческого отношения премьер-министра Пьера Лаваля к агрессии Италии против Абиссинии. Резко выступил против «политики умиротворения» и подписания в 1938 Мюнхенских соглашений.

## Деятельность во время Второй мировой войны
После начала Второй мировой войны в сентябре 1939 года записался добровольцем во французскую армию, участвовал в боях с германскими войсками.
В мае 1940 года назначен министром внутренних дел в правительстве Поля Рейно — его приход в кабинет министров был расценен как знак решимости Франции бороться с Германией. В июне 1940 года решительно выступал против перемирия с немцами, отказался от предложения бежать в Англию на британском самолёте. Сказал английскому генералу Эдуарду Спирсу:

Вы боитесь за меня, потому что я — еврей. Хорошо, именно потому что я еврей, я завтра не уеду; это выглядело бы так, будто я боюсь, будто я бегу.

Выступал за переезд правительства и парламента в Алжир для продолжения борьбы против немцев. Однако ни президент республики, ни абсолютное большинство депутатов не захотели выехать в Северную Африку.

### Воспоминания Шарля де Голля
Шарль де Голль вспоминал о своей встрече с Манделем в июне 1940 года, когда генерал, занимавший пост заместителя министра национальной обороны, решил подать в отставку в знак протеста против капитулянтской политики правительства:

Мандель говорил со мною серьёзно и решительно, что произвело на меня впечатление. Так же как и я, он был убежден, что отстоять независимость и честь Франции возможно, лишь продолжая войну. Именно исходя из этих национальных интересов, он и рекомендовал мне не покидать занимаемого поста. «Как знать, — сказал он, — может быть, в конце концов, мы все-таки добьёмся переезда правительства в Алжир?» Он мне рассказал о том, что произошло после отъезда англичан в Совете министров, где возобладал дух решимости, хотя Вейган и устроил там целую сцену. От Манделя я узнал, что как раз в тот самый момент, когда мы беседовали, первые немецкие части вступали в Париж. Затем, говоря о будущем, Мандель добавил: «Во всяком случае, мировая война только начинается. Вам, генерал, ещё предстоит выполнить большие задачи. Причем среди всех нас Вы имеете преимущество человека с безукоризненной репутацией. Стремитесь лишь к тому, чтобы действовать в интересах Франции, и помните, что, если к этому представится случай, Ваша нынешняя должность сможет Вам многое облегчить». Должен сказать, что этот довод убедил меня повременить с моей отставкой. По всей вероятности, именно благодаря этому и стало практически возможным то, что мне удалось сделать в дальнейшем.

## Тюрьма, концлагеря, гибель
Сам Мандель покинул территорию метрополии и направился в Марокко, но там в августе 1940 года был арестован генерал-губернатором Шарлем Ногэ по приказу вновь ставшего премьер-министром Франции Пьера Лаваля. Был заключён в тюрьму вместе с другими французскими политиками, обвинёнными режимом Виши в провале подготовки Франции к войне (хотя Мандель до войны занимал посты, которые не имели отношения к обеспечению обороноспособности). Являлся одним из основных объектов нападок со стороны французских антисемитов, особенно журналистов коллаборационистски настроенного издания Je suis partout — Шарля Леска и Алена Лобрё. Премьер-министр Англии Уинстон Черчилль, называвший Манделя «первым резистантом» (членом движения Сопротивления), попытался оказать давление на французские власти с целью его освобождения, но потерпел неудачу.
После оккупации южной части Франции немецкими войсками в ноябре 1942 года был вместе с Полем Рейно передан гестапо и депортирован в Германию, где содержался в концентрационных лагерях Ораниенбург и Бухенвальд (в последнем — вместе с Леоном Блюмом).
4 июля 1944 года возвращён в Париж и передан немецкими властями в руки его врагов — коллаборационистов из милиции правительства Виши, возглавлявшейся Жозефом Дарнаном. Через три дня был отвезён ими в лес Фонтенбло и убит. Официально вишисты представили эту расправу как ответ на убийство коммунистическими партизанами-участниками Движения сопротивления одного из известных коллаборационистов, министра пропаганды режима Виши Филиппа Анрио.

## Память о Жорже Манделе
На месте гибели Жоржа Манделя создан мемориал, в его память в Париже названа улица. Его портрет помещен на французской почтовой марке. Автором биографии Манделя, изданной в 1994 году, является президент Франции в 2007—2012 годах Николя Саркози.